# Arlbergstraße
Die Arlbergstraße (L 197 / B 197) ist eine Landesstraße in den österreichischen Bundesländern Tirol und Vorarlberg.

## Verlauf und Ausbau
Die Straße führt von St. Anton am Arlberg (1284 m) im Stanzertal über St. Christoph, den Arlbergpass (1793 m) und Stuben nach Langen am Arlberg (1228 m) im Klostertal. Sie stellt also die Verbindung von Innsbruck über Landeck im Oberinntal, das Tal der Rosanna, die Alfenz, und Bludenz im Walgau im Tal der Ill nach Feldkirch im Vorarlberger Rheintal her, und verbindet damit diese beiden wichtigen Nord-Süd-Achsen der Alpen.
Die Arlbergstraße ist mit einem Fahrverbot für Zugfahrzeuge mit Anhänger mit einer Gesamtmasse über 0,4 t belegt (Denzel-Alpenstraßen-Skala SG 2). Nur bei akuter Lawinengefahr wird zeitweise eine Wintersperre verhängt.
Im Bereich km 16,40 bis km 16,75 und des Skigebietes Albona ist eine Lawinenspreng-Seilbahn installiert. Mit dieser können Lawinen ausgelöst werden, ehe die Schneedecke eine gefahrbringende Mächtigkeit erreicht.

## Geschichte
Der Pass dürfte seit mindestens der Bronzezeit begangen sein, die Altstraße war in der Römerzeit nur von minderem Interesse. Ab dem 13. Jahrhundert finden sich aber vermehrt Aufzeichnungen über Verkehr an der Strecke. Bis zum 18. Jahrhundert bestand nur ein Saumpfad zwischen den beiden Tälern: die Allgäuer hatten wirtschaftliche Interessen, den Ost–West-Verkehr im Alpenvorland zu halten, die Habsburger militärische, die Westgrenze Tirols unwegsam und damit sicher zu halten.
1782 bis 1784 wurde dann aber unter Joseph II. die Straße durch Bozener Handelsleute gebaut, 1787 wurde die Josephinische Straße über den Arlberg eröffnet. Bis 1824 wurde eine befestigte Kunststraße, an der Ostrampe unter Umgehung von St. Anton über St. Jakob und Nasserein, ausgebaut. Sie hatte in der frühen Phase der Industrialisierung Bedeutung für die Vorarlberger und Ostschweizer Textilindustrie und den Postverkehr, verlor aber mit dem Ausbau der Eisenbahnen über das Alpenvorland wieder an Bedeutung.
Bis zur Inbetriebnahme der Arlbergbahn mussten auch die Schwabenkinder immer wieder den beschwerlichen Weg über den oft noch tief verschneiten Arlberg gehen.
Nach Zerfall der Habsburgermonarchie bemühte man sich um eine durchgängige innerösterreichische Verbindung, und durch das Aufkommen des Skitourismus am Arlberg nahm auch der Lokalverkehr nach dem Zweiten Weltkrieg zu. Mit dem Bundesstraßengesetz von 1971 wurde die Passstraße zur Bundesstraße B 197.
1974 bis 1978 erbaute man den 14 Kilometer langen Arlberg-Straßentunnel und die Arlberg Schnellstraße S 16. Damit wurde die Passstraße als Nebenroute zur Tunnelstrecke endgültig zur Lokalverkehrs-, aber auch zur Ausflugsstraße. Bis zur Eröffnung des Straßentunnels pendelten im Winter Autotransportzüge als wintersichere Alternative zur Passstraße zwischen St. Anton und Langen.
Als Umleitungsstrecke wird sie bei Sperren des Tunnels immer wieder gebraucht.
Mit der Abschaffung der Bundesstraßen 2002 wurde sie in eine bzw. zwei Landesstraßen umgewandelt, die Bezeichnung blieb in Tirol B 197, in Vorarlberg wird sie mit L 197 bezeichnet.
Von 2014 bis 2015 wurde ein 1,3 km langes, von Felssturz bedrohtes Teilstück zwischen Stuben (Posteck) und Alpe Rauz neu trassiert, nachdem in diesem Bereich Fahrbahnabsenkungen und beschädigte Schutz- und Stützmauern festgestellt worden waren und die Kosten für eine Sanierung höher gewesen wären als eine Neutrassierung. Statt der bisherigen, parallel zum Rauzbach verlaufenden Fahrbahn wird der Verkehr nun in Serpentinen auf die bisherige Lechtalstraße und von dort aus zur Alpe Rauz geleitet. Im Oktober 2015 wurde die neue Trasse für den Verkehr freigegeben, die alte Trasse wird aufgelassen und renaturiert.

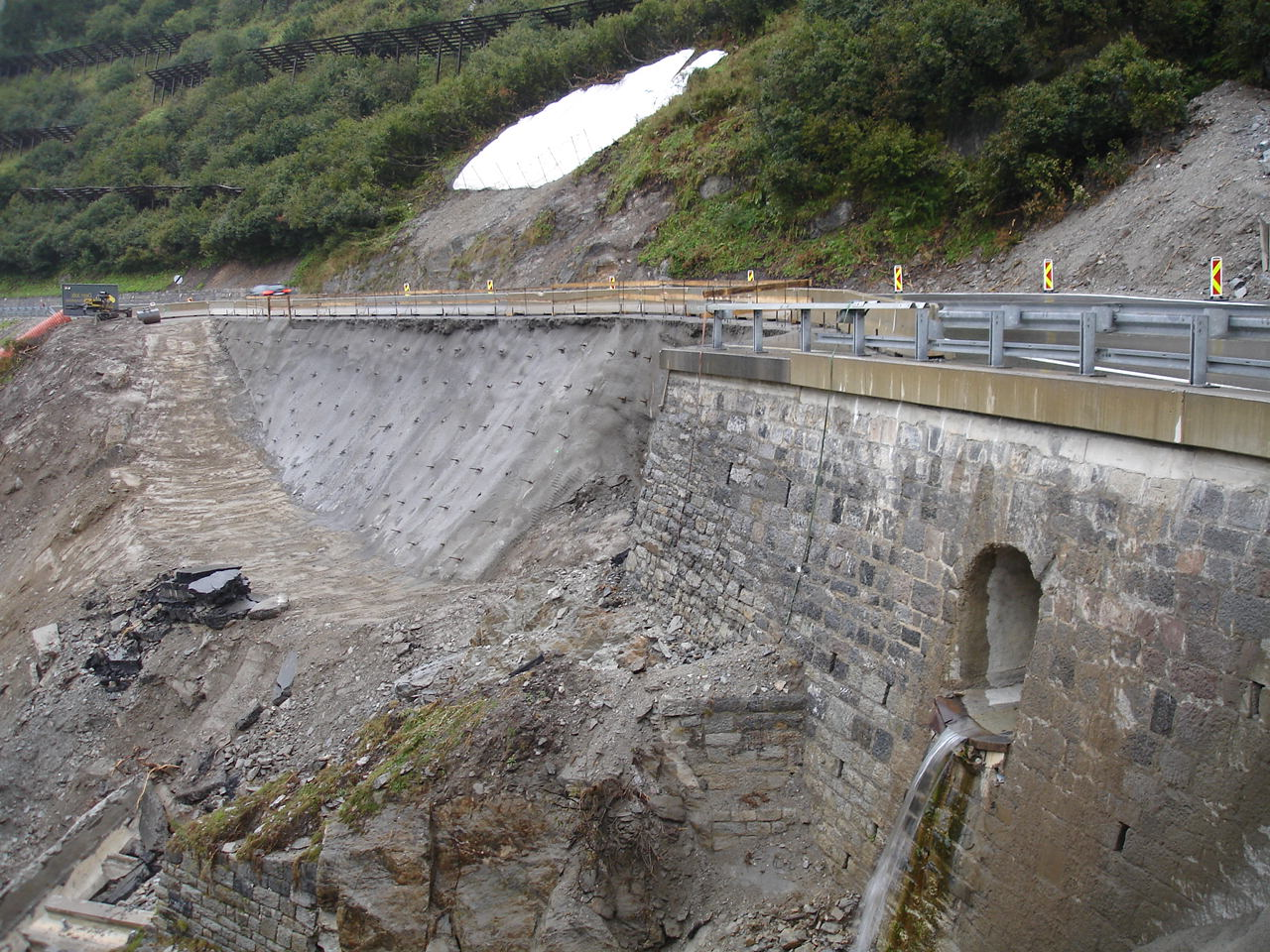
Drei Wochen nach den starken Regenfällen vom 16. August 2024 ist die vom Toppitobelbach (vorn rechts) weggerissene Böschung der Straße gesichert.

Unwetter trafen die Straße im Sommer 2024 gleich mehrmals: Zuerst überspülte eine riesige Mure, die aus der Stubiger Großen Rüfe in der Südflanke der Grubenjochspitze abging, die Passürgalerie zwischen Langen und Stuben am 31. Juli. Das Dach hielt der Belastung stand, jedoch drangen große Mengen Geschiebe in die Galerie ein. Starkregen am 16. August richtete erheblich größere Schäden an: Eine Mure verlegte die Straße östlich von St. Christoph. Etwa 400 m westlich der Landesgrenze Vorarlberg/Tirol unterspülte der Toppitobelbach die Böschung und brachte ein etwa 60 m langes Stück der Fahrbahn in Richtung Tirol zum Einsturz. Die Straße konnte dort erst am 6. September, allerdings auf einer eingeengten Fahrbahn, wieder zweispurig freigegeben werden. Eine weitere, etwa 50 000 m³ umfassende Mure verschüttete zudem einen Teil des Ortskerns von St. Anton und somit auch die durch den Ort führende B 197 teilweise meterhoch.

## Galerie

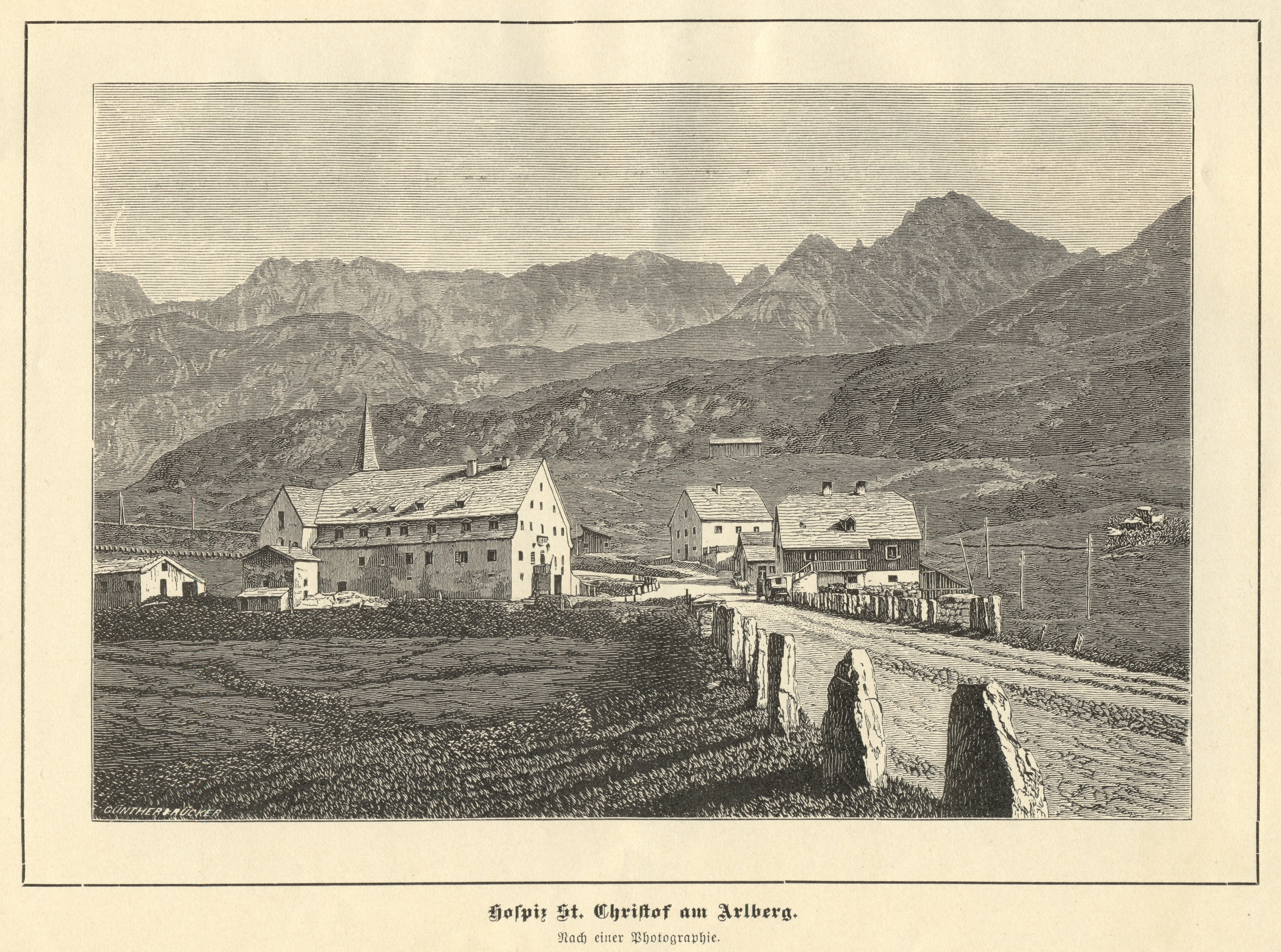
St. Christoph am Arlberg knapp unterhalb des Arlbergpasses, 1889
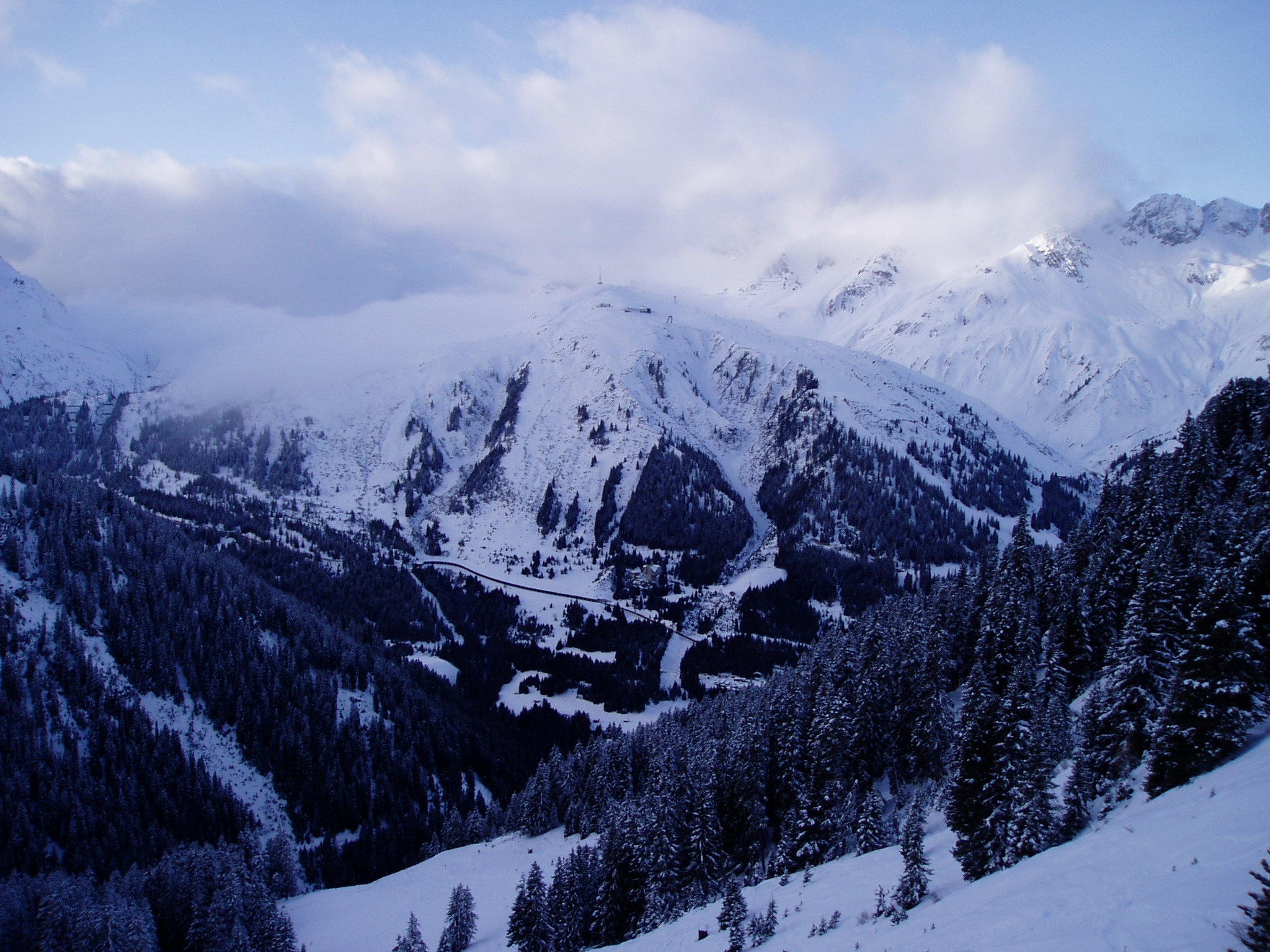
Der Tiroler Anstieg der Passstraße quert die steilsten Hänge des Galzig unter einer Lawinengalerie.
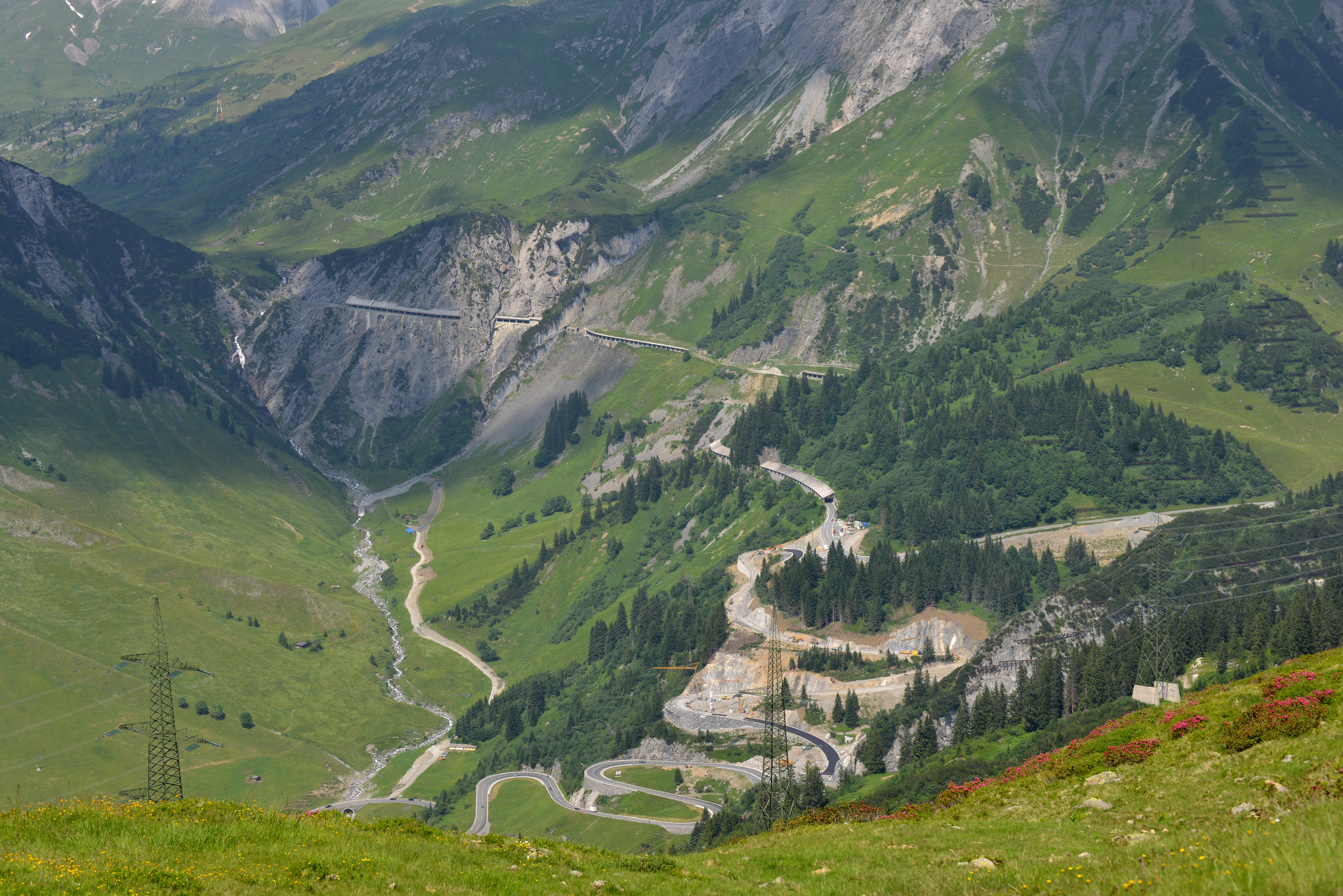
2015 Neutrassierung der Arlbergstraße. Im Hintergrund die Flexengalerie.
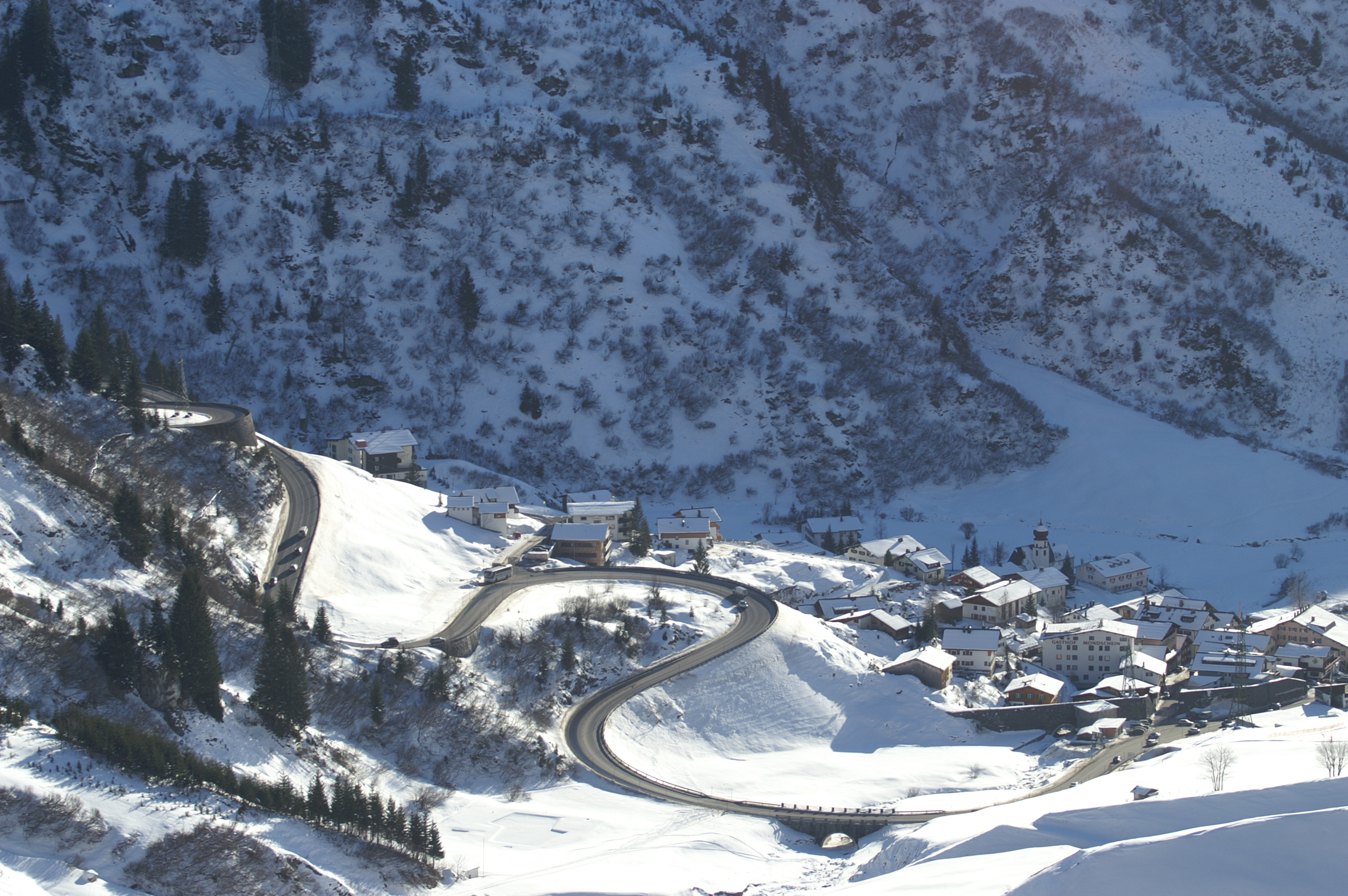
Kehren bei Stuben auf der Vorarlberger Seite